# Национальная инновационная система
Национальная инновационная система (англ. national system of innovation) — совокупность субъектов и институтов, деятельность которых направлена на осуществление и поддержку в осуществлении инновационной деятельности. Иными словами, это взаимосвязанная совокупность сетей взаимодействия между фирмами, научными центрами, институтами развития, инфраструктурой поддержки и другими контрагентами в рамках инновационного процесса.
Под национальной инновационной системой (НИС) подразумевается совокупность институтов, относящихся к частному и государственному секторам, которые индивидуально и во взаимодействии друг с другом обусловливают развитие и распространение новых технологий в пределах конкретного государства.
Понятие НИС сформулировал Б. Лундвалл (англ. en:Bengt-Åke Lundvall) в 80-х.

## История
Понятие экономической инновации разработал Й. Шумпетер в работе «The Theory of Economic Development» (1934). Постепенно понятие получило распространение в экономической политике и требовало соответствующего описания процессов управления инновационной деятельностью в странах.
В 80-х шведский экономист Б. Лундвалл (англ. en:Bengt-Åke Lundvall) сформулировал понятие национальной инновационной системы. Значительный вклад в теорию НИС внесли так же Р. Нельсон, К. Фриман, а в России — Иванова Наталья Ивановна.
Термин «национальная инновационная система» возник, когда Кристофер Фримен и Бенгт-Оке Люндвал работали вместе в конце 1980-х годов. Исследование Фримена в значительной степени опиралось на политическую экономию Фридриха Листа и его исторический отчет о подъеме Японии как экономической сверхдержавы. Работы Лундвалля исследовала важные социальные взаимодействия между поставщиками и клиентами и их роль в поощрении инноваций в Дании.

## Определения
Не существует канонического определения национальных инновационных систем. Несколько доминирующих определений перечислены ниже:
Национальная система инноваций определяется следующим образом:
- сеть учреждений в государственном и частном секторах, чья деятельность и взаимодействие инициируют, импортируют, модифицируют и распространяют новые технологии[4]
- элементы и отношения, которые взаимодействуют при производстве, распространении и использовании новых и экономически полезных знаний … и либо расположены внутри, либо коренятся внутри границ национального государства[5]
- набор институтов, взаимодействие которых определяет инновационную деятельность … национальных фирм[6]
- национальные институты, их структуры стимулирования и их компетенции, которые определяют скорость и направление технологического обучения (или объем и состав деятельности по созданию изменений) в стране[7]
- это набор отдельных институтов, которые вместе и по отдельности способствуют развитию и распространению новых технологий и обеспечивают основу, в рамках которой правительства формируют и реализуют политику, чтобы влиять на инновационный процесс. Как таковая, это система взаимосвязанных институтов для создания, хранения и передачи знаний, навыков и артефактов, определяющих новые технологии[8].

## Функции в экономике
Инновационная деятельность страны во многом зависит от того, как эти участники относятся друг к другу как элементы системы создания и использования знаний, а также от технологий, которые они используют. Например, государственные научно-исследовательские институты, академические круги и промышленность выступают в качестве производителей исследований, осуществляющих НИОКР. С другой стороны, центральные или региональные правительства играют роль координатора с точки зрения их политических инструментов, видений и перспектив на будущее. Кроме того, для продвижения инноваций различные участники инновационной деятельности должны иметь прочные связи друг с другом, основанные на высоком уровне доверия, а правительства должны поощрять и активизировать доверие между различными участниками инновационной деятельности. Связи могут принимать форму совместных исследований, обмена персоналом, перекрестного патентования и покупки оборудования.
Наконец, НИС формируются под влиянием различных социокультурных особенностей национальных сообществ.

## Структура
К структурным элементам НИС относятся:
- государство
- бизнес
- университеты
- научные институты
- институты развития
- инновационная инфраструктура
- венчурный капитал

### Государство и НИС
В разных странах сложились различные модели организации НИС.
Государство может поддерживать НИС следующими способами:
- льготное налогообложение
- прямое бюджетирование
- предоставление кредитов
- организация венчурных фондов
- содействие развитию венчурных фондов

## Цикл жизни инновационного проекта
В развитии инновационной компании выделяют следующие этапы:
1. Посев
2. start up
3. начальный рост
4. развитие
5. IPO (характерно для американской модели развития)